# Etambutol/isoniazida/pirazinamida/rifampicina
Etambutol/isoniazida/pirazinamida/rifampicina es un medicamento usado para la tuberculosis.  Es una combinación en dosis fija de etambutol, isoniazida, pirazinamida y rifampicina.  Se usa solo o con otros medicamentos antituberculosos.  Se administra por vía oral.
Los efectos secundarios son los de los medicamentos subyacentes.  La piridoxina se puede usar para disminuir el riesgo de entumecimiento.  No se recomienda en personas con problemas hepáticos o problemas renales graves.  El uso puede no ser adecuado en niños.  No está claro si el uso durante el embarazo es seguro. 
Está en la Lista de medicamentos esenciales de la Organización Mundial de la Salud, los medicamentos más efectivos y seguros que se necesitan en un sistema de salud.  En el Reino Unido le cuesta al NHS £98,75 por un mes de medicación en base al año 2015.  Se vende bajo las marcas Voractiv y Rimstar en el Reino Unido. 